# 沃扎河
沃扎河是俄羅斯的河流，位於梁贊州境內，屬於奧卡河的右支流，部分流經梁贊洲東北部的邊境，河道全長103公里，河畔城鎮有雷布諾耶。